# Sanjar Kuliev
Sanjar Kuliev, pseud. „Sanji” (ur. 18 listopada 1998) – uzbecki zawodowy gracz Counter-Strike: Global Offensive, grający na pozycji riflera w drużynie Virtus.pro. Były reprezentant takich formacji jak Avangar czy Syman Gaming. W swojej karierze zarobił ok. 104 tysiące dolarów.

## Życiorys
Karierę rozpoczął w 2016 roku, kiedy dołączył do KnockOut eSports. 3 marca 2018 dołączył do kazachskiej drużyny, Syman Gaming. W turnieju MID.TV Cyber Cup zajął 2. miejsce, przegrywając w finale z DreamEaters. 3 marca 2019 dołączył do zespołu Avangar na czas próbny, gdzie zastąpił gracza o pseudonimie Krizzen. 12 kwietnia został oficjalnym członkiem drużyny.
Największym osiągnięciem Kulieva jest zajęcie 2. miejsca w turnieju StarLadder Berlin Major w 2019 – Avangar przegrał wtedy w finale z Astralisem. 16 grudnia 2019 Sanji wraz z innymi członkami zespołu Avangar został przejęty przez formację Virtus.pro.

## Osiągnięcia
- 2 miejsce – MID.TV Cyber Cup
- 1 miejsce – LOOT.BET Season 1
- 2 miejsce – WePlay! Forge of Masters Season 1: Regular Season
- 1 miejsce – DreamHack Open Rio de Janeiro 2019
- 1 miejsce – WePlay! Forge of Masters Season 1
- 3/4 miejsce – DreamHack Open Tours 2019
- 2 miejsce – StarLadder Major Berlin 2019
- 1 miejsce – BLAST Pro Series Moscow 2019
- 3/4 miejsce – DreamHack Open Rotterdam 2019
- 1 miejsce – WESG 2019 Central Asia[5][6]